# Бала-Четырманский сельсовет
Бала-Четырманский сельсовет — муниципальное образование в Фёдоровском районе Башкортостана.
Согласно Закону о границах, статусе и административных центрах муниципальных образований в Республике Башкортостан имеет статус сельского поселения.
Из общей площади сельсовета в 3851 кв. км., сельскохозяйственные угодья занимают 346 га, из них пашня — 71 га, сенокосы — 1160 га, пастбища — 2249 га, леса — 25 га.

## Население
| 2002  | 2009  | 2010  | 2012  | 2013  | 2014  | 2015  |
| ----- | ----- | ----- | ----- | ----- | ----- | ----- |
| 3214  | →3214 | ↘2870 | ↘2802 | ↘2715 | ↗2750 | ↘2606 |
| 2016  | 2017  | 2018  |       |       |       |       |
| ↘2593 | ↘2470 | ↘2439 |       |       |       |       |

## Состав
- с. Бала-Четырман — 1572 чел.,
- с. Гавриловка — 251 чел.,
- д. Златоустовка — 306 чел.,
- д. Ишмухаметово — 74 чел.,
- д. Поляковка — 0 чел.,
- с. Старый Четырман — 285 чел,.
- д. Федотовка — 2 чел.,
- д. Новософиевка — 208 чел.,
- с. Новояушево — 435 чел.,
- с. Сергеевка — 18 чел.

## История
В 2008 году произошло объединение Бала-Четырманского и Новиковского сельсовета с сохранением наименования «Бала-Четырманский».
Закон Республики Башкортостан от 19.11.2008 N 49-з «Об изменениях в административно-территориальном устройстве Республики Башкортостан в связи с объединением отдельных сельсоветов и передачей населённых пунктов», ст.1 гласил:

 Внести следующие изменения в административно-территориальное устройство Республики Башкортостан:
 б) объединить Бала-Четырманский и Новиковский сельсоветы с сохранением наименования «Бала-Четырманский» с административным центром в селе Бала-Четырман.
Включить сёла Новояушево, Сергеевка, деревню Новософиевка Новиковского сельсовета в состав Бала-Четырманского сельсовета.

Утвердить границы Бала-Четырманского сельсовета согласно представленной схематической карте.

Исключить из учётных данных Новиковский сельсовет